# Пипин, Николай Александрович
Пипин Николай Александрович (30 декабря 1853 (11 января 1854) — 1916) — военный деятель, полковник Генерального штаба, зауряд-генерал-майор Государственного ополчения, предводитель дворянства и почётный мировой судья Порховского уезда Псковской губернии, публицист и переводчик.

## Биография
Происходил из дворян. Православный. Крестник императора Николая I. Отец — инженер-полковник Корпуса корабельных инженеров Александр Иванович Пипин (1808—06.06.1874), проектировавший и строивший паровые колёсные фрегаты для Балтийского флота. Мать — Александра Адамовна Пипина, урождённая Ноинская (1824—1899), дочь генерал-аудитора, тайного советника А. И. Ноинского, псковская помещица. Была замужем за А. И. Пипиным с 2 (14) июня 1848.
Родился в С.–Петербурге. Назван в честь императора Николая I. Крещён 19 (31) января 1854 в Покровской церкви в Коломне, его восприемники: император Николай I, а в лице Его Величества при купели находился флота адмирал П. И. Рикорд, и тётя — девица Надежда Адамовна Ноинская, в замужестве баронесса фон Клейст.
Образование получил в Николаевском кавалерийском училище и Николаевской академии Генерального штаба. С 4 (16) августа 1875 из юнкеров выпущен в корнеты лейб-гвардии Гусарского Его Величества полка; с 27 марта (8 апреля) 1877 пожалован на вакансию поручиком. Участвовал в кампании 1877 года Русско-турецкой войны 1877—1878; 29 августа (10 сентября) 1877 переведён в переменный состав Запасного эскадрона того же полка; 23 августа (4 сентября) 1878 переведён в действующие эскадроны того же полка; в 1880 прикомандирован для занятий к Николаевской академии Генерального штаба; 20 апреля (2 мая) 1880 произведён в штабс-ротмистры л.-гв. Гусарского Е. В. полка, с оставлением при той же академии; в ноябре 1882 окончил академию Генерального штаба, по 2-му разряду.
В январе 1883 тем же чином причислен к Главному штабу, и откомандирован в распоряжение штаба войск Кавказского военного округа; 30 августа (11 сентября) 1883 произведён, на вакасию, в гвардии ротмистры, с оставлением при Главном штабе; 22 декабря 1884 (3 января 1885) из ротмистров л.-гв. Гусарского Е. В. полка переведён в Главный штаб, подполковником, с зачислением по армейской пехоте, и с назначением штаб-офицером для особых поручений при штабе 2-го армейского корпуса.
C 23 декабря 1886 (4 января 1887) назначен младшим делопроизводителем канцелярии военно-учёного комитета Главного штаба. Служил в той должности до отставки в 1891. В обязанности комитета входило: составление соображений и рассмотрение инструкций по частям военно-ученой, статистической и геодезической; рассмотрение предложений, изобретений и сочинений, относившихся к усовершенствованию частей Генерального штаба и Корпуса топографов; рассмотрение книг и изданий, предназначавшихся для общевоенного образования офицеров; наблюдение за собиранием подробных сведений о ресурсах России и иностранных государств в военном отношении, составление и издание военных обзоров и др. задачи. В той должности Н. А. Пипин был автором ежегодника «Сборник военных обзоров Западной России и пограничных областей Австро-Венгрии и Германии», издававшегося военно-ученым комитетом Главного штаба. С 30 августа (11 сентября) 1890 произведён, за отличие, полковником Генерального штаба, с оставлением в должности, и по армейской пехоте; 11 (23) октября 1891 уволен от службы, по домашним обстоятельствам, с мундиром. 
Получив назначение в Главный штаб и переехав в С.-Петербург, в 1887 году Пипин был избран членом привилегированного С.-Петербургского английского собрания. Был активным его посетителем и состоял членом клуба до 1915 года.
После увольнения от службы жил в порховском имении матери — с. Крутец, Городовицкой волости. Много путешествовал по Европе. Был в отставке с 1891 по 1895 год. Вернулся на службу в связи с подготовкой Первой всеобщей переписи населения и по выборам псковского дворянства. С 28 июля (9 августа) 1895 определён в ведомство М-ва внутренних дел — и. д. порховского уездного предводителя дворянства. Назначен председателем Порховской уездной переписной комиссии. Первое заседание комиссии под его председательством состоялось 4 (16) октября 1896. С 3 (15) апреля 1897 по 1 (14) февраля 1907 — порховский уездный предводитель дворянства.
По званию и должности предводителя дворянства возглавлял многие учреждения Порховского уезда, как местные выборные, так и относившиеся к ведению различных ведомств: М-ва внутренних дел, М-ва народного просвещения, Военного м-ва и др. Был председателем: Дворянской опеки; Дворянского съезда; Тюремного отделения; Земского собрания; Училищного совета; Комитета попечительства о народной трезвости; Уездного по воинской повинности присутствия; Уездного отделения Псковского губернского попечительного комитета о тюрьмах. От Порховского уезда избирался гласным Псковского губернского дворянского собрания и членом Псковского губернского земского собрания. Состоял действительным членом Псковского губернского статистического комитета.   
Одновременно, Пипин служил по ведомству М-ва юстиции. Он четыре раза утверждался на 3-летие почётным мировым судьей Порховского уезда.
По воспоминаниям современников, основной заслугой Пипина в должности уездного предводителя дворянства стала организация в Порховском уезде первой переписи населения. Он уделял внимание развитию санаторно-курортных возможностей Псковской губернии. Из личной жизни известно, что предоставляемые ему служебные отпуска предпочитал проводить за границей, путешествуя по Европе.
Был в отставке с 1907 по 1914 год. С началом Первой мировой войны призван, по мобилизации, из запаса офицеров Генерального штаба, на службу по формированию Государственного ополчения. С 15 (28) октября 1914 по 30 мая (12 июня) 1915 — начальник штаба 1-го корпуса государственного ополчения; утверждён в той генеральской должности с 17 (30) ноября 1914, с переименованием в чин зауряд-генерал-майора; отчислен от должности, согласно прошению, по болезни, с 30 мая (12 июня) 1915, с переименованием в прежний чин полковника. По той должности, высочайшим приказом от 6 (19) марта 1916, пожалован, за отлично-ревностную службу и особые труды по формированию Государственного ополчения, вызванные обстоятельствами войны, кавалером ордена Св. Владимира 3 степени, с 1 (14) января 1915 года. В некоторых источниках по истории генералитета Первой мировой войны, начальник штаба 1-го корпуса государственного ополчения ошибочно ассоциируется с полковником 202-го пехотного Горийского полка А. М. Пепиным.

## Награды
- Орден Святого Станислава 3 степени (30.08.1879)
- Орден Святой Анны 3 степени (11.11.1885)
- Орден Святого Станислава 2 степени (30.08.1890)
- Чин полковника (30.08.1890)
- Орден Святого Владимира 4 степени (1.01.1901)
- Орден Святого Владимира 3 степени (1.01.1915)
- Светло-бронзовая медаль «В память русско-турецкой войны 1877—1878»
- Медаль «В память царствования императора Александра III»
- Медаль «За труды по первой всеобщей переписи населения»

## Печатные труды
- Сборник военных обзоров Западной России и пограничных областей Австро-Венгрии и Германии. Вып. 10 / Перевел с немецкого Г. ш. подполковник Пипин; Изд. военно-ученого комитета Главного штаба. — СПб.: Воен. тип., 1889.
- Краткая памятная записка касательно Хиловских минеральных вод / Сост. Порхов. уезд. предводитель дворянства отстав. Ген. штаба полк. Николай Пипин. — Порхов: тип. Я. А. Буланова, 1899[7].

## Семья
- Отец — корабельный инженер А. И. Пипин — состоял в службе и офицерском чине с 13.08.1823, служил по Корпусу корабельных инженеров. Инженер-штабс-капитан с 1.02.1833; инженер-подполковник с 6.12.1844; инженер-полковник с 13.08.1854; с 10.03.1858 и до кончины находился в бессрочном отпуске офицеров запаса по Корпусу корабельных инженеров. В 1830-х — 1840-х гг. командировался в США, Голландию и Англию для ознакомления с корабельным делом. По моделям и чертежам Пипина на верфи «Новых Работ» в Нью-Йорке (США) для русского флота был построен паровой фрегат «Камчатка» (04.1840—11.1840)[8]. В 1830-х — 1850-х командировался в Выборгскую губ. и Финляндию для осмотра корабельных лесов; в 1834 командирован в Сарапул, Вятской губ., для подготовки устройства речной верфи; с августа по октябрь 1849 — в командировке  Астрахань, для подготовки устройства плавучего дока в Астраханском порту для Каспийской флотилии; в том же — 1849, назначен в комиссию для выработки правил приема в Морское ведомство корабельных лесов при Департаменте корабельных лесов. Работал на верфи С.-Петербургского Нового (Главного) Адмиралтейства. Строил корабли разных типов. Построил для Балтийского флота: транспортный корабль «Ока» (9.02.1835—26.09.1835)[9]; 20-пушечные типовые бриги «Палинур» (31.01.1835—26.09.1835)[10] , «Аякс» (26.05.1842—22.07.1843)[11]  и «Улисс» (26.05.1842—22.07.1843)[12]; 84-пушечные корабли «Красной» (28.04.1845—12.08.1847)[13]  и «Орёл» (14.06.1851—12.08.1854)[14]. Кавалер: орд. Св. Станислава 4 ст. (30.08.1834)[15]; Св. Анны 3 ст. (16.04.1842); Св. Владимира 4 ст. (12.08.1847) «в воздаяние отлично-усердной и ревностной службы <...> и в награду за тщательное и правильное построение спущенного со стапеля, 12 августа, 84-пушечного корабля „Красной“»; з. о. беспорочной службы «XXX» лет (22.08.1856); светло-бронзовая медаль «В память войны 1853—1856», на Андреевской ленте (26.08.1856).
- Мать — инженер-полковница А. А. Пипина, по раздельной записи, совершенной 4 (16) мая 1856 во 2-м департаменте С.-Петербургской гражданской палаты, полюбовно разделила с сёстрами: Надеждой, Елизаветой, Ольгой и Лидией, — и братом Петром, обширное наследство своего отца, тайного советника А. И. Ноинского. Ей досталось имение Порховского уезда, состоящее в селе Крутец, с 23 деревнями: Городовик, Попово, Зуево, Чернецово, Шутково, Бородково и др., — в коих было, по 10-й ревизии — 1859, свыше 700 крестьянских душ муж. пола. Здесь же находилась Крутецкая кожевенно-текстильная мануфактура, продукция которой: сапоги, ткани и др. изделия из кожи и льна, — поставлялись для нужд военного ведомства, по подрядам С.-Петербургской губернской комиссариатской комиссии. После смерти матери Н. А. Пипин наследовал её родовое имение.
- Брат крестный — подкидыш Александр (21.07.1850[16]—?). Родители не известны. Был подкинут А. И. и А. А. Пипиным и ими взят под опеку. Крещён в Новосильевской церкви. Его восприемниками выступили крестный отец — дед Н. А. Пипина, отставной титулярный советник Иван Яковлевич Пипин (?—23.06.1859), и крестная мать — Александра Адамовна Пипина[17].
- Жена — Н. Н. Пипина.
- Сын — Константин Николаевич Пипин (?—?), прапорщик, участник Первой мировой войны. В марте 1916 показан в числе раненых офицеров.[18]